# Kostel Nanebevzetí Panny Marie (Jelení)
Kostel Nanebevzetí Panny Marie stojí na katastrálním území Jelení u Bruntálu obce Milotice nad Opavou v okrese Bruntál. Barokní venkovský kostel je chráněn jako kulturní památka od roku 1963 a byl zapsán do Ústředního seznamu kulturních památek ČR. Součásti kulturní památky je budova kostela, márnice, kaple a ohradní zeď. Farní kostel náleží Římskokatolické farnosti Jelení u Bruntálu, děkanát Bruntál, diecéze ostravsko-opavské. Slouží se zde i obřady pravoslavné církve.

## Historie
Barokní kostel byl postaven v letech 1675 až 1676. Byl opravován v roce 1834 a 1877. Celková rekonstrukce byla provedena v letech 2013–2014. Náklady na opravu činily 4,5 miliónů korun a byly získány z Programu  rozvoje venkova Ministerstva zemědělství ČR, z dotací Krajského úřadu Moravskoslezského kraje, z dotace obce Milotice nad Opavou a z příspěvku biskupství ostravsko-opavského. Při opravě byly objeveny dva tubusy s dokumenty popisujícími opravy v roce 1834 a 1877.

## Popis

### Kostel
Kostel je samostatně stojící zděná omítaná orientovaná stavba na půdorysu obdélníku s půlkruhovým závěrem. Z jižní strany je přistavěna patrová sakristie, u západního průčelí je nízká předsíň. Valbová střecha je krytá břidlicí, nad předsíni je sedlová střecha. Na hřebeni střechy nad lodí je posazen polygonální sanktusník s lucernou. Okapové fasády jsou členěny arkádami, které jsou rámovány pilastry s volutovými hlavicemi. Nad pilastry je hlavní římsa. Závěr má dodatečně přistavěné opěrné pilíře, je členěn pilastry a římsou. Pilastry nesou vlys s hrubými konzolami. Prolomená okna jsou půlkruhová (termální).
Vstup do kostela vede přes hladce omítnutou plochostropou předsíň se segmentově ukončeným vchodem. Další pravoúhlý vstup je v severním průčelí. Loď má rovný strop a je osvětlena třemi páry oken. V západní části lodi je dřevěná kruchta na pilířích. Loď od kněžiště odděluje půlkruhový vítězný oblouk. Kněžiště je zaklenuto valenou klenbou s lunetami. Do sakristie, která je plochostropá a nad níž je v patře oratoř, vede portál se segmentovým záklenkem.

### Márnice
Márnice je umístěná v severozápadním rohu ohradní zdi. Je to cihlová hladce omítnutá stavba na půdorysu obdélníku. Sedlová střecha s trojúhelníkovými štíty je krytá pálenými taškami. Po stranách vchodu jsou dvě špaletová okna s půlkruhovým záklenkem (katalogové číslo 1000144825_0002).

### Ohradní zeď
Areál kolem kostela ohraničuje ohradní zeď postavená z lomového kamene. Je hladce omítnutá a zdobená pravidelně  rozmístěnými lizénami a krytá pultovou břidlicovou stříškou. Brána s kovovou mříží má po stranách hranolové pilíře s jehlanovou stříškou (katalogové číslo 1000144825_0003).

### Výklenková kaple
U vstupní brány stojí výklenková kaple zastřešená sedlovou střechou (katalogové číslo 1000144825_0004).